# Capanna Motterascio
La capanna del Motterascio detta anche capanna Michela, è un rifugio alpino situato nel comune di Blenio, nel Canton Ticino, nelle Alpi Lepontine, a 2.172 m s.l.m.

## Storia
La capanna fu inaugurata nel 1967, e ampliata negli anni 1980, 1990 e 2006.

## Caratteristiche e informazioni
La capanna è disposta su tre piani; dispone di due refettori per un totale di 70 posti. In assenza del guardiano sono a disposizione un piano di cottura a legna completo di utensili di cucina. I servizi igienici e l'acqua corrente sono all'interno dell'edificio. Il riscaldamento è a legna. L'illuminazione è prodotta da pannelli solari. Dispone di 72 posti letto sistemati in 10 stanze.

## Accessi
- Lago Luzzone 1.590 m - Il lago Luzzone è raggiungibile anche con i mezzi pubblici. - Tempo di percorrenza: 3 ore - Dislivello: 500 metri - Difficoltà: T2
- Alpe Garzott 1.630 m - L'Alpe Garzott è raggiungibile in auto. - Tempo di percorrenza: 2 ore - Dislivello: 450 metri - Difficoltà: T2
- Pian Geirett 2.012 m - Pian Geirett è raggiungibile solo in bus. - Tempo di percorrenza: 3,30 ore - Dislivello: 100 metri - Difficoltà: T2
- Alp Puzzatsch 1.667 m (GR) - L'Alp Puzzatsch è raggiungibile in auto - Tempo di percorrenza: 4,30 ore - Dislivello: 450 metri - Difficoltà: T2.

## Escursioni
- Giro della Greina - Tempo di percorrenza:  3,30 ore - Dislivello: 200 metri - Difficoltà: T2.

## Traversate
- Camona da Terri[1] 2 ore
- Capanna Scaletta 2,30 ore
- Capanna Scaradra 3,30 ore
- Capanna Adula CAS 5 ore
- Capanna Adula UTOE 6 ore